# Stenalcidia curvifera
Stenalcidia curvifera là một loài bướm đêm trong họ Geometridae.